# David S. Stanley
David Sloane Stanley (Cedar Valley, 1º giugno 1828 – Washington, 13 marzo 1902) è stato un generale statunitense dell'esercito dell'Unione durante la Guerra di secessione ed ottenne la Medaglia d'Onore, la più alta onorificenza militare conferita dagli Stati Uniti.
Nel 1852 si laureò a West Point e venne inviato ai confini dell'Ovest per ispezionare le linee ferroviarie. Ingaggiò numerosi scontri con gli indiani e fu promosso al grado di capitano poco prima dello scoppio della Guerra civile.
Stanley combatté molte battaglie nel Missouri, tra le quali la battaglia di Wilson's Creek. Fu promosso velocemente ai gradi superiori, raggiungendo quello di generale di brigata nel settembre del 1861. Combattendo nel teatro di guerra dell'Ovest partecipò alle maggiori battaglie, tra le quali quelle di Corinth, Stones River e Chickamauga. Nel 1864, durante la Campagna di Atlanta, combatté sotto il comando di William Tecumseh Sherman e gli fu affidato il comando del IV Corpo d'armata nell'Armata del Cumberland. Dopo la conquista della città di Atlanta, Sherman inviò Stanley e il suo IV Corpo d'armata nel Tennessee, per proteggere lo Stato dall'invasione dell'Armata Confederata del Tennessee comandata da John Bell Hood.
Avendo condotto, il 30 novembre 1864, una delle sue brigate in un assalto vincente, durante un momento critico della battaglia di Franklin, il 29 marzo 1893 il Congresso degli Stati Uniti lo premiò assegnandogli la Medaglia d'Onore.
Dopo la guerra, Stanley fu nominato colonnello del 22º reggimento fanteria dell'esercito degli Stati Uniti, e fu inviato nei territori del Dakota fino al 1874. Comandò la spedizione di Yellowstone del 1873, conducendo con successo i suoi uomini attraverso zone non ancora mappate e i suoi rapporti favorevoli sul paese condussero alla successiva colonizzazione della regione. Nel 1879, Stanley e il suo reggimento furono inviati nel Texas per contrastare gli sconfinamenti degli indiani nella parte occidentale dello Stato. Nel 1882 fu inviato a Santa Fe nel Nuovo Messico e gli fu affidato il comando del Distretto del Nuovo Messico. Nel marzo del 1884 fu nominato generale di brigata dell'esercito regolare e gli fu assegnato il comando del Dipartimento del Texas.